# Vieillissement et formation
Vieillissement et formation sont rarement associés. Dans la société d'aujourd’hui, le vieillissement est synonyme d’un déclin, que ce soit physiologique, ou cognitif. Cette représentation, quelque peu négative, engendre, de ce fait, des conséquences en matière d'apprentissage, de recrutement ou encore de maintien dans l’emploi.
Néanmoins, il a été reconnu lors de différentes études que les capacités du cerveau ne déclinent pas systématiquement avec la vieillesse, et que la formation de personnes âgées doit prendre en compte les spécificités et les attentes de ces participants, et adapter la pédagogie en conséquence.

## Spécificités de la formation d’adultes âgés
Pour s’adapter aux évolutions diverses qui touchent sa personne, et son environnement, et pour continuer à jouer un rôle actif au sein de la collectivité, l’adulte âgé, comme tout être vivant, a besoin de continuer à apprendre et se former, dans des séances d’apprentissage  formelles ou informelles. Cette formation pour adultes âgés n’est ni une préparation à la vie comme l’éducation des enfants, ni une préparation professionnelle comme pour les jeunes adultes. C’est une formation souvent « plus désintéressée », et qui peut être sans lien direct  avec une activité ou une évolution professionnelle. Parmi les autres spécificités , apparaissent l’importance d’éléments comme la personnalité du formateur, l’intérêt pour la thématique et l’apport de la formation sur le lien social. Forts de leur expérience et de leurs parcours, les participants veulent souvent peser sur les objectifs et l’organisation de la formation, sont davantage «autodirecteurs», et s’en remettent moins facilement aux intervenants.
Erik Erikson rappelle aussi que le processus d'évolution de l'humain ne s'arrête pas à une frontière invisible qui serait la retraite. Malgré la centralité du travail dans la société, et les liens entre l’activité professionnelle et les besoins de formation, la phase post-professionnelle peut être assimilée à une phase d'aboutissement, faisant référence en quelque sorte à la pyramide de Maslow où le sommet de la pyramide correspond à l'accomplissement de soi. C’est une période où  la question du sens de l’existence est plus prégnante, pouvant engendrer de nouveaux besoins d’apprentissage.

## Le vieillissement d'un point de vue cognitif
James R. Flynn, dans les années 1980, avait émis l'hypothèse que les capacités de raisonnement logique des adultes âgés différaient d'un individu à l'autre en fonction de ses conditions de vie, et de l'évolution dans le temps. Face à ces conclusions, certains psychologues ont travaillé sur le sujet notamment sur le développement cognitif tout au long de sa vie. C'est ainsi que Horn et Cattel, tous deux psychologues, ont mis en évidence deux types de domaines de capacités cognitives : l'intelligence fluide et l'intelligence cristallisée. « L'intelligence fluide, qui comprend les capacités de mémoire à court terme, de vitesse et de codage [...] serait optimale entre 19 et 20 ans et diminuerait ensuite rapidement ». Par contre, « l'intelligence dite cristallisée, illustrée par des tests de vocabulaire, de culture générale, de compréhension, d'arithmétique et de similitude », bénéficiant de l’expérience, des connaissances acquises et de la culture « s'améliorerait au contraire tout au long de la vie et ne chuterait qu'avec la sénilité ».
Face à ces constatations, Patrick Lemaire et Louis Bherer en ont conclu, en 2005, qu’il existerait une sensibilité au vieillissement pour certains processus cognitifs de base, tels que la mémoire de travail, la vitesse de traitement ou encore l’attention sélective. 
Dans une autre approche, Jean-Claude Marquié, en 1997, a montré deux formes d'interactions entre l'expérience et les effets cognitifs du vieillissement. Selon lui, on pourrait dissocier la préservation, qui incite à penser que les processus fluides peuvent résister aux effets déclinant du vieillissement chez les sujets ayant accumulé une pratique particulièrement importante de ces processus; et la compensation, l’apport de l’expérience, comparable à un changement de stratégie, permettant ainsi de maintenir un niveau de performance satisfaisant, malgré le changement de disponibilité des ressources.
Selon Cédric Albinet, Bernard Thon, et Khaled Fezzani, en 2008, le déclin de certaines fonctions cognitives avec l'âge n'est pas le même selon les individus et certains facteurs concernant le mode de vie peuvent l'influencer : ainsi, de nombreuses études montrent que la pratique régulière d’activité physique peut avoir un effet bénéfique sur le maintien de la vitalité cognitive.

## Axes d’études de la formation des personnes âgées
Sur l’ancrage disciplinaire et les axes d’étude sur la formation des personnes âgées, Dominique Kern distingue 5 approches existantes :
- La gérontologie éducative, qui est l'étude et la pratique des tentatives éducatives pour et sur des individus âgés et vieillissants.
- La géragogie, qui s'occupe des problèmes et pratiques de la formation et de l'apprentissage en relation avec les personnes âgées.
- La gérontagogie, qui est une science appliquée ayant pour objet l'intervention éducative auprès des sujets âgés.
- La gériagogie, qui s'occupe des apprentissages des aînés présentant des déficits relevant de la gériatrie.
- L'éducation permanente intégrale, qui est un modèle continuiste, où selon Philippe Carré, il faut « considérer la formation des personnes âgées sous ses aspects institutionnels (université du 3e âge), pédagogiques (gérontagogie), et théoriques (gérontologie éducative) comme un moment de l'évolution vers une éducation permanente intégrale. »[8].